# إيفان بارك
إيفان بارك (بالإنجليزية: Evan Parke) هو ممثل جمايكي ولد بتاريخ 2 يناير 1968 في كينغستون.

## أعماله
أبرز عمل له هو تأديته دور «هاينز» في فيلم كينغ كونغ.

## وصلات خارجية
إيفان بارك على موقع IMDb (الإنجليزية)
- إيفان بارك على موقع ألو سيني (الفرنسية)
- إيفان بارك على موقع أول موفي (الإنجليزية)
- إيفان بارك على موقع قاعدة بيانات الأفلام السويدية (السويدية)
- إيفان بارك على موقع قاعدة بيانات الفيلم (الإنجليزية)
- إيفان بارك على موقع كينوبويسك (الروسية)